# Loxophantis
Loxophantis is een geslacht van vlinders van de familie grasmotten (Crambidae).

## Soorten
- L. pretoriella Błeszyński, 1970
- L. triplecta Meyrick, 1935